# Historia Realu Madryt (do 1929)
Historia Realu Madryt rozpoczęła się na przełomie 1896 i 1897 roku, kiedy w stolicy Hiszpanii założono drużynę piłkarską Foot Ball Sky, która wkrótce stała się prekursorem klubu znanego dziś jako Real Madryt. W okresie do 1929 roku wykształcił się Madrid Foot Ball Club, który następnie zmienił nazwę na Madrid Club de Fútbol i otrzymał tytuł Real (hiszp. Królewski).
W tym samym okresie z inicjatywy Madrid FC powołano rozgrywki o Puchar Hiszpanii oraz turniej o mistrzostwo regionalne, a przedstawiciele klubu zostali wydelegowani do prac nad powstaniem FIFA.

## Początki
Foot Ball Sky założony został przez grupę studentów zrzeszonych w ramach Institución Libre de Enseñanza, którzy ze strony Arthura Johnsona, Anglika mieszkającego w Madrycie, otrzymali wsparcie zarówno merytoryczne (Johnson objaśniał zagadnienia taktyczne i same zasady gry), jak i bezpośrednie, na boisku (Johnson stał się jednym z piłkarzy, a także pierwszym trenerem nowego klubu). Na przełomie 1901 i 1902 roku grupa członków klubu, pod przewodnictwem Juliána Palaciosa odłączyła się odeń, by założyć nowy, wówczas jeszcze nieoficjalny – Madrid Foot Ball Club.
Początki istnienia nowego klubu nie były proste, zdarzało się choćby, że do meczu wystawiano jedynie siedmiu lub ośmiu piłkarzy. Pomocy udzielili też bracia Carlos i Juan Padrósowie, właściciele sklepu tekstylnego Al Capricho – to właśnie tam odbywały się zebrania członków klubu, za szatnię służyła zaś położona opodal tawerna La Taurina. Szybko wybrano też nowe miejsce rozgrywania meczów: pobliski plac przy alei Plaza de Toros, obecnej ulicy Filipa II, należący częściowo do królowej Marii Krystyny; za wynajem ustalono opłatę w wysokości 150 peset rocznie.
Pierwsze dwa miesiące roku 1902 poświęcono na stworzenie zasad funkcjonowania nowego klubu, a 6 marca dokonano wyboru pierwszego oficjalnego zarządu Madrid Foot Ball Club – prezesem został Juan Padrós Rubio. W skład pierwszego zarządu weszli też: Enrique Varela (wiceprezes), Manuel Mendía (sekretarz), José de Gorostizaga (skarbnik) oraz Antonio Neyra, Mario Giralt, Carlos Mertens. Álvaro Spottorno i Arturo Meléndez (członkowie zarządu). Trochę ponad miesiąc później, 18 kwietnia, zgłoszono do rejestracji składający się z 22 artykułów Statut Klubu; dokument zatwierdził cztery dni później gubernator José Sánchez-Guerra.

## Do 1910

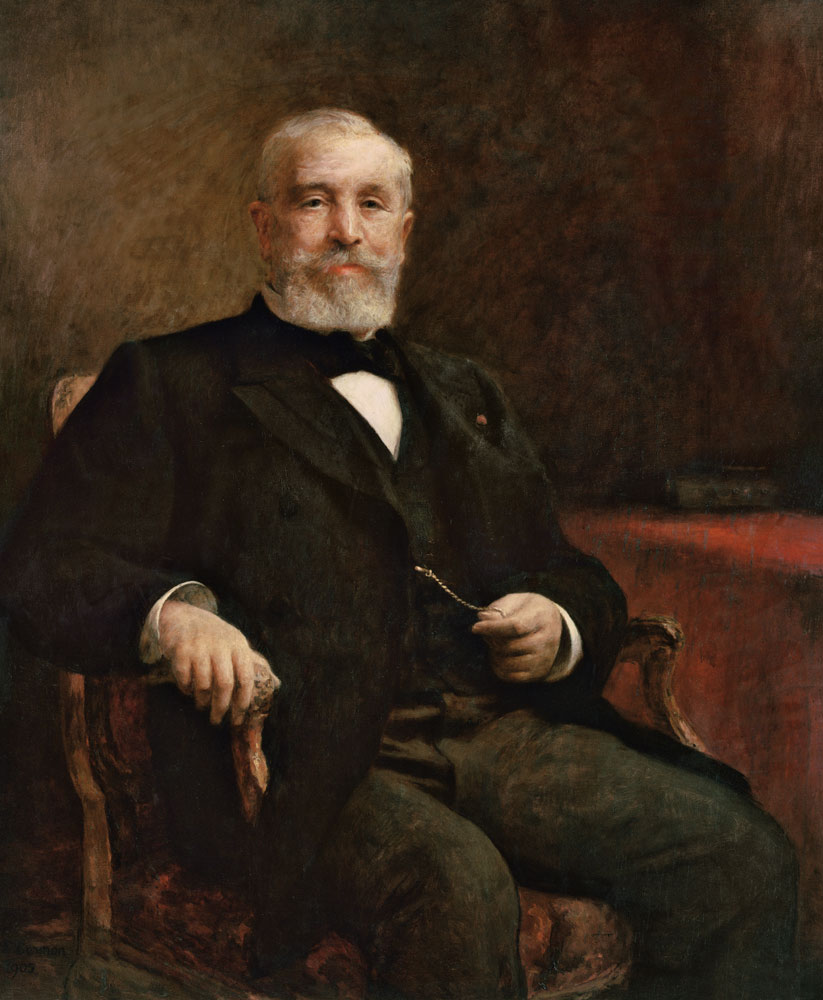
Émile François Loubet

17 maja 1902 roku Alfons XIII, ukończywszy 16 lat, został oficjalnie koronowany na króla Hiszpanii. W ramach uroczystości z tym związanych Madrid Foot Ball Club zaproponował zorganizowanie turnieju piłkarskiego. Wsparcie okazał ówczesny burmistrz „miasta i dworu Madrytu” Alberto Aguilera, który ufundował srebrny puchar dla zwycięzcy; szybko ustalono, że mecze rozegrane zostaną 13, 14 i 15 maja, zaś uczestnikami zostali: Vizcaya Athletic-Club, Club Español Foot Ball, Foot Ball Club Barcelona, New Foot Ball Club i oczywiście Madrid Foot Ball Club. W pierwszym meczu, jedynym ćwierćfinale, Vizcaya pokonała Español 5:1, a następnie, jeszcze tego samego dnia, już we właściwym meczu półfinałowym, wygrała z New FC (pozostałością po rozpadzie Foot Ball Sky) aż 8:1. Drugi półfinał z kolei był pierwszym w historii El Clásico – meczem Realu Madryt z Barceloną. Drużyna z Katalonii, grająca z szóstką piłkarzy zagranicznych w składzie, pokonała gospodarzy turnieju 3:1, by następnie ulec w sędziowanym przez Carlosa Padrósa meczu finałowym Vizcayi 1:2. Turniej ten, znany jako Copa de la Coronación, stał się początkiem rozgrywek o Puchar Króla – Copa del Rey.
Kilka dni później jeden z uczestników meczów o Puchar Koronacji, Alfonso Albéniz Jordana, został zawodnikiem Madrid FC. Stał się tym samym zarówno pierwszym Katalończykiem w historii Realu Madryt, jak i pierwszym zawodnikiem, który trafił doń z FC Barcelona.
11 sierpnia 1902 Madrid FC wziął udział w meczu piłkarskim w położonym 47 km od stolicy San Lorenzo de El Escorial – tam pokonał 6:5 Moncloę i otrzymał w nagrodę dwie ceramiczne patery, które stały się pierwszymi trofeami w historii klubu.
Kolejnym pomysłem włodarzy Madrid FC było zorganizowanie regularnych mistrzostw regionu – skontaktowali się z prezesami siedmiu okolicznych klubów i ustalili regulamin rozgrywek. Początkowo oprócz klubu Juana Padrósa wziąć w nich miały udział: Español Madryt, Moncloa, Retiro, Moderno, New i Sport, ale ten ostatni jeszcze przed pierwszym meczem wycofał się. Concurso de Bandas rozegrano systemem ligowym, w którym każda drużyna grała z każdą jeden raz. Madrid FC wygrał turniej, zdobywając łącznie pięćdziesiąt goli i tracąc tylko cztery. W tym samym czasie pracowano w klubie nad regulaminem Copa del Rey, który ostatecznie zaprezentowano w styczniu 1903 roku. Tym razem turniej z udziałem trzech drużyn w systemie „każdy z każdym jeden raz” rozegrano w dniach 6–8 kwietnia 1903, a Madrid FC zajął drugie miejsce, pokonując Club Español de Football (dzisiejszy RCD Espanyol), ale ulegając Athleticowi, który dzień wcześniej także pokonał Español. José Giralt, kapitan MCF, zaproponował swojemu odpowiednikowi z baskijskiej drużyny rozegranie rewanżu następnego dnia (tj. 9 kwietnia), ale ten odmówił, tłumacząc się koniecznością rozegrania spotkania z ekipą Burdilagi.
Niedługo potem z Los Blancos odeszła liczna grupa członków klubu, z Antonio Neyrą i braćmi Giraltami na czele, ważnych dla nich zarówno na boisku, jak i od strony organizacyjnej, zaś Carlos Padrós złożył dymisję ze stanowiska prezesa Federeación Madrileña de Fútbol (Madryckiej Federacji Piłki Nożnej) i zastąpił brata, Juana, jako prezes Madrid CF. 30 stycznia 1904 członkowie klubu podjęli decyzję o fuzji z drużynami Moderno, Amicale (z obywatelami Francji w składzie) i Moncloa. W tym samym roku Carlos Pardós stał się, reprezentując cała Hiszpanię, współzałożycielem FIFA,
18 kwietnia 1905 roku Madryt świętował zdobycie pierwszego mistrzostwa/Pucharu Hiszpanii, w walce o które pokonał San Sebastián Recreation Club (dzisiejszy Real Sociedad) i Athletic Bilbao (1:0 w finale po golu Manuela Prasta z podania Pedro Paragesa). Kilka miesięcy później, 23 października, odbył się pierwszy mecz międzynarodowy Madridu – dla uczczenia wizyty prezydenta Republiki Francuskiej, Émile’a Loubeta, w Hiszpanii Carlos Padrós zorganizował mecz z paryskim Galia Sport, który zakończył się remisem 1:1.
Kolejne trzy edycje Copa del Rey przyniosły Madrytowi trzy kolejne triumfy: 10 kwietnia 1906 pokonał 4:1 Athletic, 30 marca 1907 wygrał z tą samą drużyną 1:0 (turniej rozgrywano w systemie ligowym, nie pucharowym; jako że był to trzeci z rzędu triumf, puchar trafił na stałe do zwycięskiego klubu), a 13 kwietnia 1908 mecz ze Sportingiem Vigo (jedyny w tej edycji, gdyż tylko Sporting się do niej zgłosił) zakończył się zwycięstwem 2:1. W międzyczasie Madrid CF rozegrał też drugi w historii mecz międzynarodowy – w styczniu 1907 pokonał 2:0 w Lizbonie tamtejszy Internacional – a w pierwszych dniach stycznia 1908 prezes Carlos Padrós ogłosił, iż definitywnie zrywa z futbolem – na jego miejsce powołany został Adolfo Meléndez Cadalso, zaś sam Padrós otrzymał dożywotni tytuł honorowego prezesa.
4 stycznia 1909 powołano do życia Hiszpański Związek Piłki Nożnej (oficjalnej rejestracji dokonano jednak dopiero 11 listopada), którego sekretarzem został właśnie Adolfo Meléndez. Mimo to niedługo potem nastał okres kryzysu w całym hiszpańskim futbolu: członkowie Barcelony zamierzali rozwiązać klub, na mecze Athleticu przestali przychodzić kibice, zaś z Madrid CF z powodów zawodowych odszedł piłkarz i wiceprezes José Ángel Berraondo, który powrócił do rodzinnego San Sebastián, gdzie po pewnym czasie doprowadził do powstania Realu Sociedad w znanej obecnie formie.

## 1910-1920
W 1910 Madrid CF opuścił prymitywną murawę Plaza de Toros i przeniósł się na boisko o nazwie O’Donnell z murawą o wymiarach 115x85 metrów, za wynajęcie którego płacił tysiąc peset (równowartość dzisiejszych 6 euro) miesięcznie.
Dwa lata później, 3 marca 1912 roku, pierwszy mecz w barwach Los Blancos rozegrał szesnastoletni wówczas Santiago Bernabéu. Towarzyski mecz z English Sports Club na położonym nad rzeką Manzanares boisku Pradera del Corregidor zakończył się wygraną MCF 2:1, a Bernabéu strzelił zwycięskiego gola.